# 六溴化钨
六溴化钨是钨的一种溴化物，化学式 WBr6。

## 制备

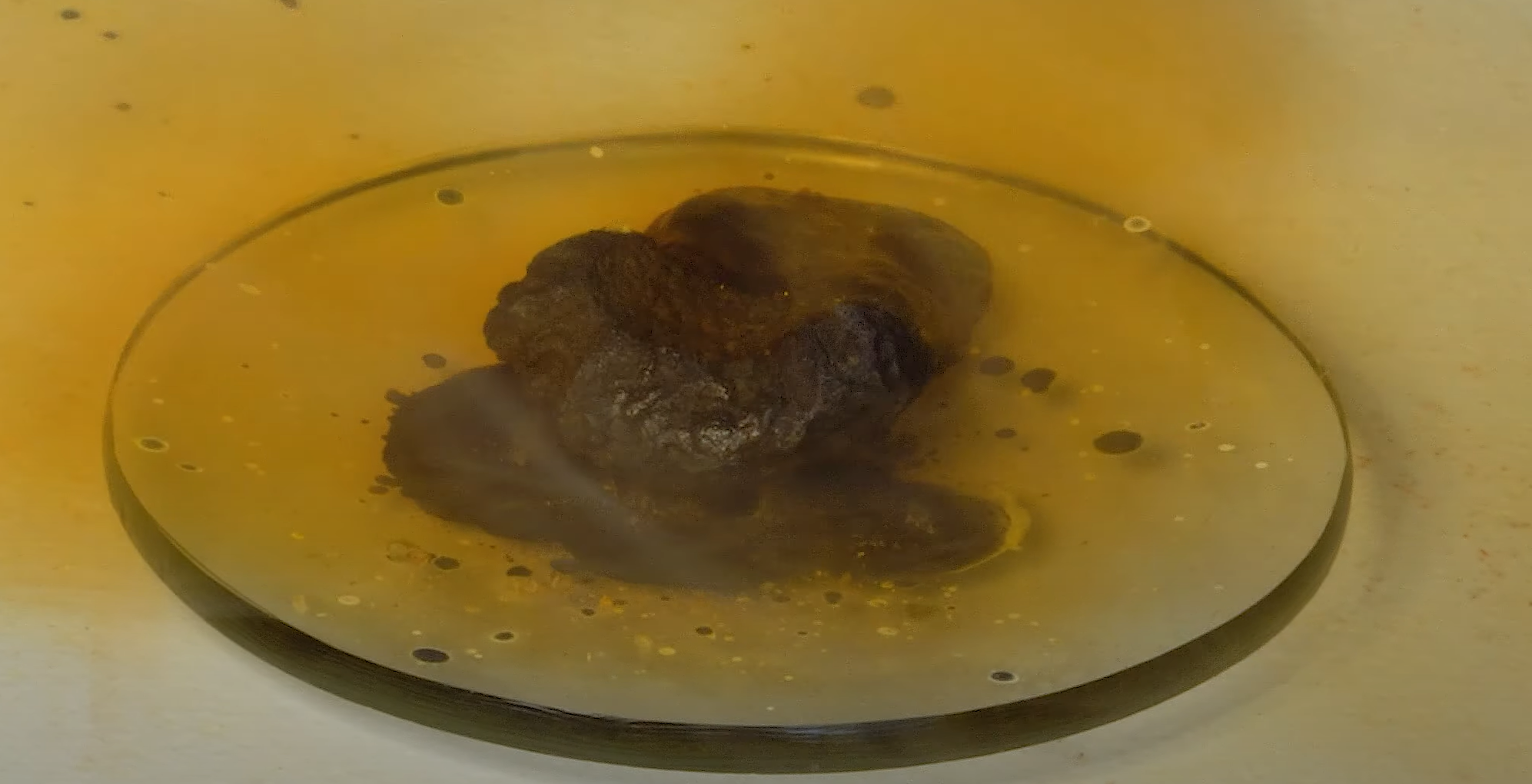
六羰基钨与溴反应，生成六溴化钨。

六溴化钨可以通过在没有氧气的保护气氛中使五溴化钨与溴反应而成。
{\displaystyle {\ce {2WBr5 + Br2 -> 2WBr6}}}
六溴化钨也可以通过使六羰基钨与溴反应或通过六氯化钨与三溴化硼化合而成。
{\displaystyle {\ce {W(CO)6 + 3Br2 -> WBr6 + 6CO}}}

## 性质
六溴化钨是非常容易水解的深灰色粉末或带有金属光泽的浅灰色固体。在室温下，它会与干燥的氧气缓慢反应，释放出溴。在高于200°C下，它会迅速分解为五溴化钨和溴。它的结构属三方晶系，空间群{\displaystyle R{\bar {3}}}，由WBr6八面体组成。
它和IN3反应，生成WNBr3。它和NO在CH2Br2中反应，可以得到[WBr2(NO)3]2。它加热时可以被红磷还原，经黑色的WBr5、暗棕色的WBr4、暗绿色的W4(PBr)Br10，最终得到黑色的W6Br12。
6 WBr6 + 8 P → W6Br12 + 8 PBr3